# Sinebrychoff
Denna artikel handlar om bryggeriet Sinebrychoff. För andra betydelser, se Sinebrychoff (olika betydelser).

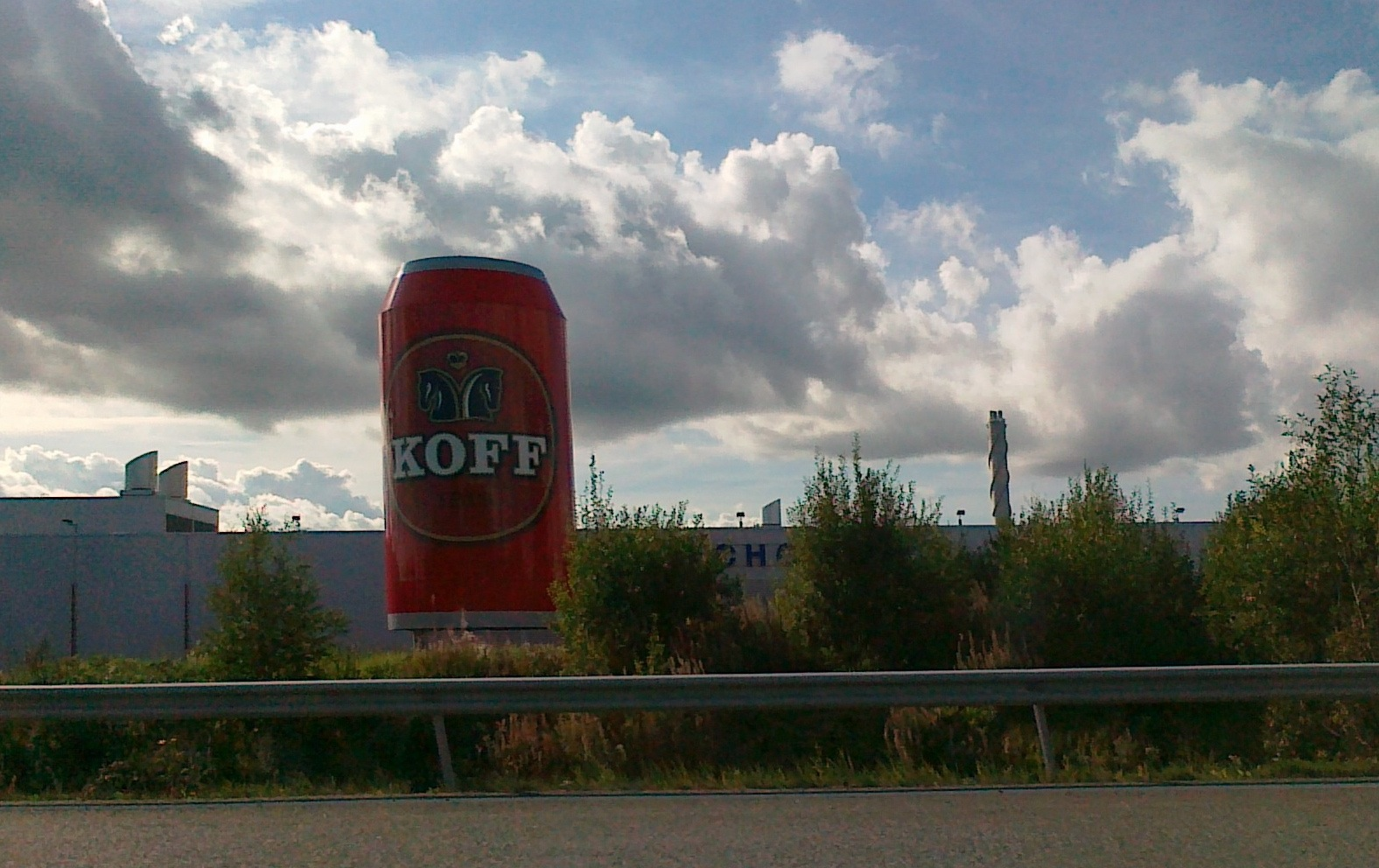
Sinebrychoffs bryggeri i Kervo.

Oy Sinebrychoff Ab är ett finländskt bryggeri med produktion av öl, cider, andra alkoholdrycker och läsk i Kervo och Björneborg. 
Bryggeriet grundades 1819 av Nikolaj Sinebrychoff i Sandviken i Helsingfors och är Nordens äldsta fungerande industriella bryggeri.[källa behövs] Bryggeriet verkade länge i byggnaderna vid Sandvikstorget, men 1992 flyttade produktionen till nya utrymmen i Kervo. I byggnaden som var bryggeriets tidigare huvudkontor och Nikolaj Sinebrychoffs representationshem, ligger idag Sinebrychoffs konstmuseum.
Björneborgs bryggeri grundlades 1853, och övergick 1972 i Sinebrychoffs ägo. Björneborgsbryggeriet lades ned 2009.
Sinebrychoff har omkring 1 200 anställda och producerar årligen ungefär 400 miljoner liter drycker.
Bolagets främsta exportprodukt är energidrycken Battery.
År 1972 köpte Carlsberg en minoritetspost  i Oy Sinebrychoff Ab, och sedan 1999 är företaget helägt av Carlsberg. I samband med ägarbytet överfördes den finländska produktionen och distributionen av Coca-Cola till Sinebrychoff.

## Exempel på varumärken

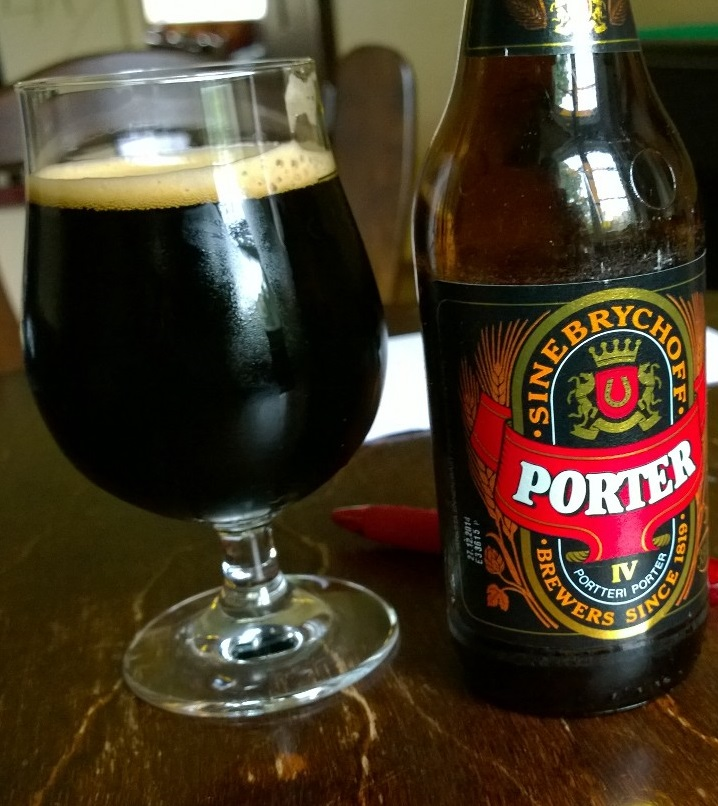
Sinebrychoff Porter.

### Öl
- Koff
- Karhu
- Sinebrychoff Porter

### Övriga alkoholdrycker
- Golden Cap cider
- Crowmoor cider
- Classic Long Drink
- Garage long drink

### Läskedrycker
- Battery energidryck
- Bonaqua mineralvatten